# قضاء ذمار
قضاء ذمار أحد أقضية لواء صنعاء التابع لولاية اليمن في العهد العثماني، حيث قسمت الدولة العثمانية ما كانت تحكمه من ولاية اليمن إلى أربعة ألوية رئيسية، ويندرج تحته عدد من الأقضية، ويشمل كل قضاء عدة مخاليف أو النواحي.
مركزه مدينة ذمار ومن نواحيه: ذمار ، مغرب عنس.